# 日本文理高等学校
日本文理高等学校（にほんぶんりこうとうがっこう）は、新潟県新潟市西区新通にある私立高等学校。大分県大分市にある日本文理大学及び同県佐伯市にある日本文理大学附属高等学校とは無関係である。

## 概要
1984年（昭和59年）に学校法人　白ゆり学園により、新潟文理高等学校として創立。1986年（昭和61年）に日本文理高等学校と改称する。
「独立・創造・敬愛」を校訓とし、ICT教育やグローバル教育の拡充を図っている。一方、運動部を中心とした部活動にも力を入れている。
県内での通称は「文理」。スポーツ強豪校として知られる。
硬式野球部は甲子園大会の春の選抜に5回出場（県勢最多）、夏の選手権に12回出場（県勢最多）を果たしている。
サッカー部は第96回全国高等学校サッカー選手権大会に初出場でベスト8にまで勝ち進んだ。
その他水泳部、ソフトボール部、陸上競技部、柔道部も全国レベルの強豪として知られる。

## 設置課程
- 全日制課程
  - 普通科

## 沿革
- 1983年11月 - 白ゆり学園の高校設置計画が県から許可（募集学級8学級、定員400名）
- 1984年4月 - 新潟文理高等学校として、学校法人白ゆり学園により創立
- 1986年11月 - 学校経営改善のため、新法人日本文理学園に権限を委譲し、日本文理高等学校に改称
- 1987年2月 - 学校法人日本文理学園が新潟地方法務局に法人登記が完了し日本文理学園に組織変更
- 1984年10月９日- 日本文理高等学校創立10周年記念式典が開催され、本式典日をもって創立記念日とした
- 1997年8月 - 野球部が全国高等学校野球選手権大会に初出場
- 2006年3月 - 野球部が選抜高等学校野球大会に初出場し、新潟県勢として選抜初勝利を上げ、ベスト8に進出
- 2009年8月 - 野球部が全国高等学校野球選手権大会に出場（5回目）。新潟県勢として春夏通じて史上初の決勝戦に進出。決勝では中京大中京に9-10で惜敗し準優勝（詳細は後述）
- 2014年8月 - 野球部が全国高等学校野球選手権大会に出場（8回目）。準優勝した09年以来5年ぶりに準決勝に進出したが三重に0-5で敗戦
- 2017年12月 - サッカー部が第96回全国高等学校サッカー選手権大会に初出場し、ベスト8に進出
- 2020年 - GIGAスクールICT教育プログラム導入
- 2021年 - BIプロジェクト導入、一人一台Chromebookを活用し双方向授業を展開している。

## 部活動
- 陸上競技部
- 硬式野球部
- ソフトボール部
- バスケットボール部
- バドミントン部
- テニス部
- バレーボール部
- サッカー部
- 卓球部
- 水泳部
- 柔道部
- 剣道部
- レスリング部
- チアリーディング部
- 生徒会
- 吹奏楽部
- 書道部
- 写真部
- 家庭科部
- 美術部
- 造形部
- ボランティアサークル有愛会
- ESS部

### 硬式野球部
- 全国高等学校野球選手権新潟大会の優勝回数は12回を誇り、県内最多。
- 同じ新潟市内にある新潟明訓とはライバル関係で甲子園出場を2校で寡占していた時期もあり、「文明時代」とも呼ばれた。
- 新潟県勢はセンバツ未勝利だったが、2006年春（第78回）において、県勢としてセンバツ初勝利とセンバツベスト8進出を果たす。
- 2009年夏（第91回）では、県勢25年ぶりのベスト8と県勢史上初の準決勝及び決勝戦に進出し、県勢初の準優勝を果たした。決勝の中京大中京（愛知）戦では、スコア4-10の6点差、9回表2死ランナー無しから、打者七人の攻撃で9-10の1点差にまで詰め寄る粘りを見せたものの、あと一歩及ばず、新潟県勢初の全国制覇はならなかった。[1]
- 2014年夏（第96回）では、準優勝した09年以来5年ぶりに準決勝へ進出したが、三重に0-5で敗れた。
- 2021年には、阪神甲子園球場を模した内野黒土、外野人工芝の新グラウンド「日本文理ボールパーク」が完成した。[2]

### サッカー部
- 全国高等学校サッカー選手権大会2回出場。最高成績は第96回大会のベスト8。

## 交通アクセス
- 越後線内野駅または新潟大学前駅より徒歩約17分
- 新潟交通 「文理高校前」バス停から徒歩5分

## 著名な出身者
野球
- 吉田篤史
- 本間忠(野球部コーチ)
- 横山龍之介
- 髙橋洸
- 飯塚悟史
- 鈴木裕太
- 田中晴也

その他
- 渡辺真弓 - 元陸上競技選手
- 相澤ピーターコアミ - プロサッカー選手
- 立川らく萬 - 落語家

## 関連人物
- 大井道夫 - 元野球部監督